# Stanisław Ignacy Witkiewicz
Stanisław Ignacy Witkiewicz (Varsó, 1885. február 24. –‎ Velyki Ozera, 1939. szeptember 18.), közismert nevén Witkacy, lengyel író, festő, filozófus, teoretikus, drámaíró, regényíró és fotográfus, aki az első világháború előtt és a két világháború közötti időszakban tevékenykedett.

## Élete
Varsóban született, apja Stanisław Witkiewicz festő, építész és műkritikus, édesanyja Maria Pietrzkiewicz Witkiewiczowa volt. Mindkét szülője a litvániai Szamogitia régióban született. Keresztanyja a nemzetközi hírű színésznő, Helena Modrzejewska volt.

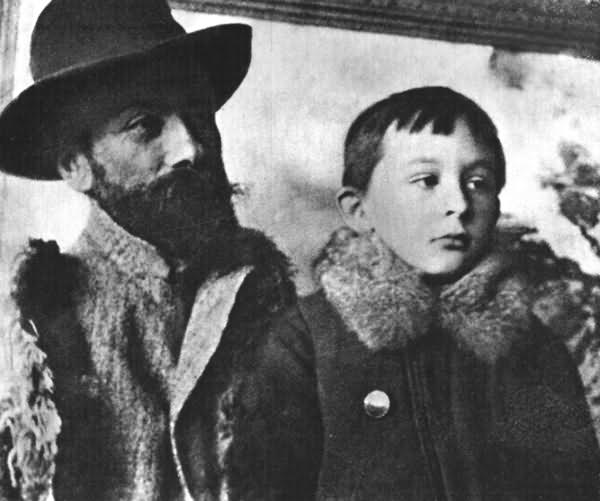
A kis „Witkacy” az apjával, kb. 1893

Witkiewicz Zakopanéban, a családi házban nevelkedett. Apjának az „iskolai szolgaság” iránti ellenszenvével összhangban magántanuló volt, és arra ösztönözte, hogy számos kreatív területen fejlessze tehetségét. Apja akarata ellenére a krakkói Képzőművészeti Akadémián tanult Józef Mehoffer és Jan Stanisławski mellett.
Witkiewicz szoros barátságban volt Karol Szymanowski zeneszerzővel, valamint gyermekkorától kezdve Bronisław Malinowskival és Zofia Romerrel. Romer romantikus kapcsolatban állt Bronisław Malinowskival és Witkiewiczcel is. Viharos viszonyt folytatott Irena Solska neves színésznővel, aki Anna Micińska szerint Akne Montecalfi hősnőjeként szerepel első regényében, a Bungo 622 bukása avagy a démoni nő (622 upadki Bunga, czyli Demoniczna kobieta) című, 1911-es regényében. Micińska szerint Bungo karakterként, Malinowski pedig Nevermore hercegeként is ábrázolta magát. A befejezetlen regény, amely csak 1972-ben jelent meg, Bungo és Nevermore hercege erotikus találkozásait is leírja. Apja tanította a nedves lemezes fotózásra, és ebben az időszakban kezdte el készíteni azokat az intim portréfotókat, amelyekről ismert; lenyűgöző portrékat készített a zakopanei köréről és számos önarcképet.
1914-ben, miután Witkiewicz magánéletében válságba került menyasszonya, Jadwiga Janczewska öngyilkossága miatt, amiért saját magát hibáztatta, Malinowski meghívta, hogy legyen rajzoló és fényképész az akkori Pápua területére, Ceylon és Ausztrália felé vezető antropológiai expedíciójánál. A vállalkozást megszakította az első világháború kitörése. Miután Ausztráliában összeveszett Malinowskival, Witkiewicz, aki születésétől fogva az Orosz Birodalom alattvalója volt, Sydney-ből Szentpétervárra (akkor Petrográd) utazott, és a cári orosz hadsereg Pavlovszkij-ezredébe került tisztnek. Gyengélkedő édesapját, a lengyel hazafit mélyen bántotta fia döntése, és 1915-ben úgy halt meg, hogy nem látta őt többé.
1916 júliusában súlyosan megsebesült a mai Ukrajna területén lévő Sztohid folyónál vívott csatában, és Szentpétervárra evakuálták, ahol szemtanúja volt az orosz forradalomnak. Azt állította, hogy filozófiai elveit egy tüzérségi össztűz alatt dolgozta ki, és hogy a forradalom kitörésekor ezredének politikai komisszárává választották. Későbbi műveiben a szociális forradalomtól és a külföldi inváziótól való félelme mutatkozik meg, gyakran abszurd nyelvezetbe foglalva.

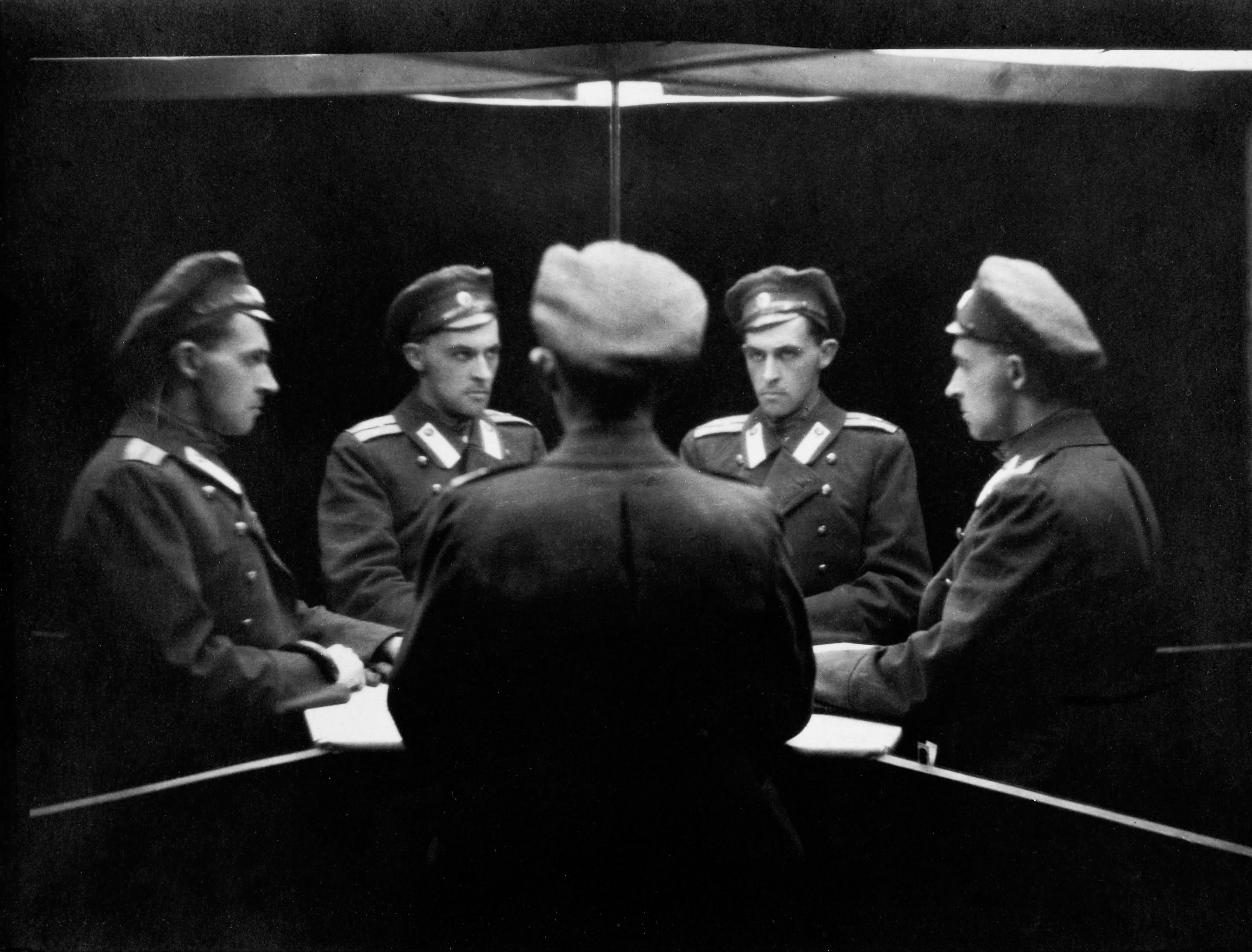
Stanisław Ignacy Witkiewicz, Többszörös önarckép tükörben, 1915–1917

Portréfestésből kezdte magát fenntartani, és ezt folytatta a lengyelországi Zakopanéba való visszatérése után is. Hamarosan jelentős alkotói szakaszba lépett, és elveit az Nowe formy w malarstwie (Új formák a festészetben) és a Bevezetés a színházi tiszta forma elméletébe című műveiben fejtette ki. Az 1920-as évek elején a „formisták” művészcsoportjával társult, és ebben az időszakban írta a legtöbb színdarabját. Witkiewicz 1918 és 1925 között írt mintegy negyven darabjából huszonegy maradt fenn, és csak a Jan Maciej Karol Wścieklica aratott közönségsikert a szerző életében. A Szalona lokomotywa (Az őrült mozdony) eredeti lengyel kézirata is elveszett; a két francia változatból visszafordított darabot csak 1962-ben adták ki.

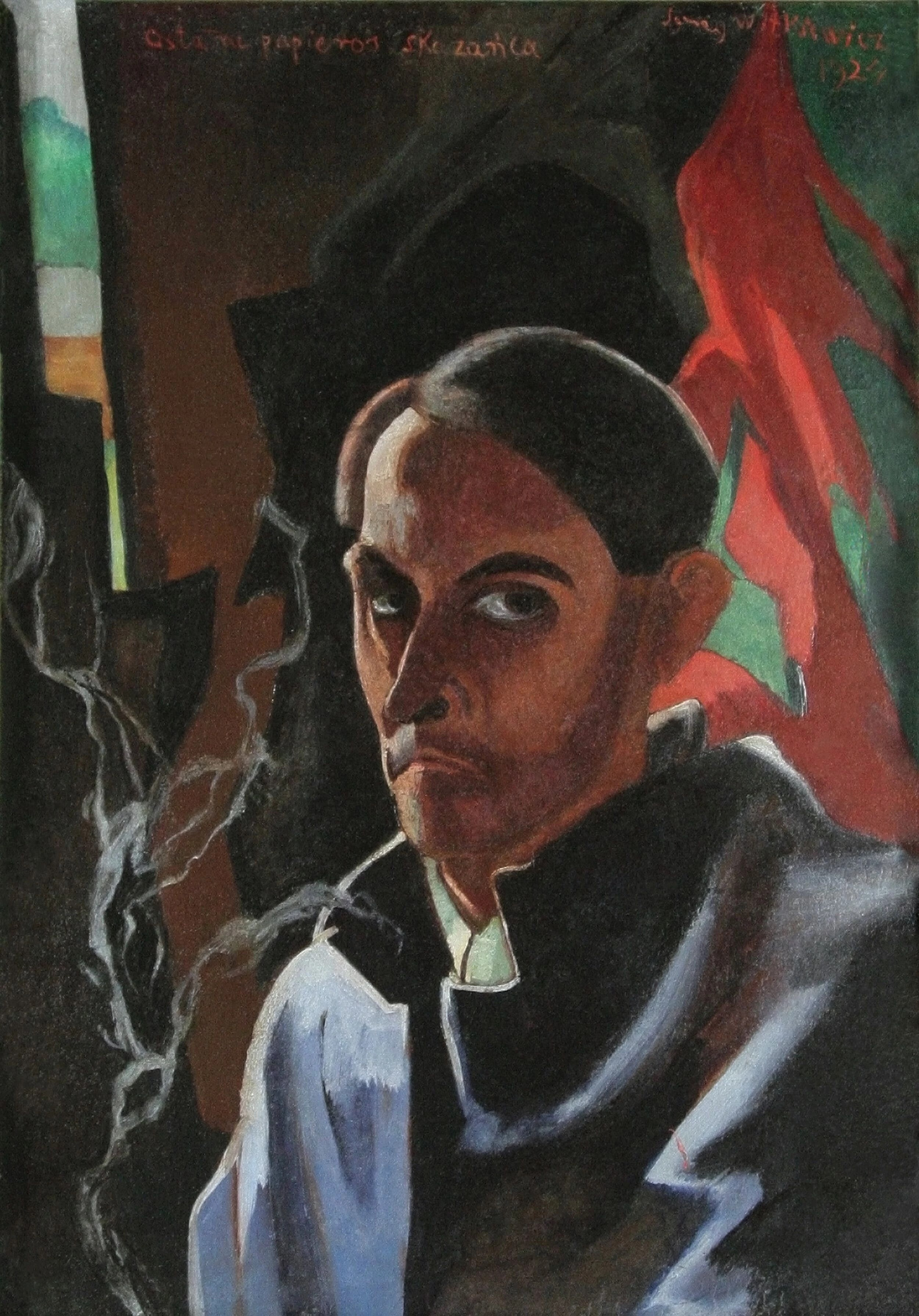
Önarckép, 1924

A művész 1925 után, felvéve a „Witkacy” nevet, ironikusan átnevezte a gazdasági megélhetését biztosító portréfestészetét S. I. Witkiewicz Portréfestő Vállalat névre, a következő mottóval: „A megrendelőnek mindig elégedettnek kell lennie”. A portrék több úgynevezett fokozatát kínálták, a csupán ábrázolóktól az expresszionistábbakig és a kábítószerrel segítettekig. Sok festményét jegyzetekkel látta el, amelyekben felsorolta az adott kép festése közben bevett drogokat, még akkor is, ha ez történetesen csak egy csésze kávé volt. Nevének írásmódját is variálta: Witkac, Witkatze, Witkacjusz, Vitkacius és Vitecasse — az utóbbi franciául azt jelenti, hogy "gyors mozdulat".
Az 1920-as évek végén a regényírás felé fordult, két művet írt, Az ősz búcsúja (Pozegnanie jesieni) és a Telhetetlenséget (Nienasycenie). Mindkettő a közeljövőben játszódik, és mint ilyeneket néha a fantasztikus műfajhoz sorolják. Ez utóbbi, fő műve a geopolitikát, a pszichoaktív drogokat és a filozófiát öleli fel. Regényeiért 1935-ben megkapta a Lengyel Irodalmi Akadémia Arany Babérkoszorúját.
Az 1930-as években Witkiewicz publikált egy szöveget a kábítószerekkel, köztük a pejotl-al kapcsolatos tapasztalatairól, és folytatta filozófiai érdeklődését a A létezés fogalmába foglalt fogalmak és alapelvek (Pojęcia i twierdzenia implikowane przez pojęcie istnienia, 1935)  című írásával. 1934-ben fejezi be talán leghíresebb irodalmi művét, a Szewcy című drámát (A cipészek: Tudományos színdarab "dalokkal" három felvonásban), amelyet végül 1948-ban adtak ki. Emellett olyan feltörekvő írókat is népszerűsített, mint Bruno Schulz.

## Halála
Röviddel azután, hogy Lengyelországot 1939 szeptemberében megszállta Németország, Witkiewicz fiatal szerelmével, Czesława Oknińskával az akkor még kelet-lengyelországi Jeziory határvidéki városba menekült. Miután 1939. szeptember 17-én meghallotta a Lengyelország elleni szovjet invázió hírét, Witkacy szeptember 18-án öngyilkos lett: túladagolta magát, és megpróbálta felvágni az ereit. Meggyőzte Czesławát, hogy luminált fogyasztva kíséreljen meg öngyilkosságot, de a nő túlélte. A Jacek Koprowicz által írt és rendezett Mistyfikacja (Félrevezetés, 2010) című film szürrealista módon azt sugallja, hogy Witkiewicz megrendezte saját halálát, és 1968-ig titokban Lengyelországban élt.

## Öröksége
Witkiewicz némi ismeretlenségben halt meg, de hírneve nem sokkal a háború után kezdett emelkedni, amely tönkretette az életét és feldúlta Lengyelországot. Lengyelországon kívül Martin Esslin 1961-es, nagy hatású Theatre of the Absurd („Abszurd színház”) című művében, majd Hans-Thies Lehmann 1999-es Postdramatisches Theater című művében a második világháború utáni európai dráma előfutáraként tárgyalták munkásságát (Posztdramatikus színház 2006.). Konstanty Puzyna 1962-ben két kötetben összegyűjtötte fennmaradt drámai írásait a „Dramaty” (Drámák) című kiadványban, amely újra felélesztette az érdeklődést drámái iránt Lengyelországban. Daniel Gerould fordításai és tudományos munkássága révén megismertette az angol nyelvű közönséget Witkiewicz írásaival.
Czesław Miłosz A rabul ejtett értelem című művében Witkiewicz Telhetetlenség című regényének tárgyalása köré építette érvelését. A művész és színházi rendező Tadeusz Kantort a Cricot csoport inspirálta, amelyen keresztül Witkiewicz Krakkóban bemutatta utolsó darabjait. Kantor számos darabot újra aktuálissá tett, először Lengyelországban, majd nemzetközileg is, köztük A tintahalat (Mątwa, 1956) és a Vízityúkot (Kurka Wodna, 1969). Paulina Olowska képzőművész Witkiewicz Az anya (Matka) című darabját állította színpadra: The Mother: An Unsavoury Play in Two Acts and an Epilogue című előadását 2015-ben a Tate Modernben.
Witkiewicz témáját feldolgozó filmek: Tumor Witkacego 1985, Mystification 2010 és Witkacy & Malinowski: a cinematic seance in 23 scenes 2018. Művei alapján készült filmek: Ludiot i kalugericata  1968, Az ősz búcsúja 1990, Nienasycenie 2003, Madame Tutli-Putli 2007 és Nursery Rhyme of a Madman 2017.
Witkiewicz festményei és pasztellrajzai a varsói Nemzeti Múzeum, a krakkói Nemzeti Múzeum, a varsói Irodalmi Múzeum és a közép-pomerániai múzeum gyűjteményében találhatók, 125 művével együtt a słupski várban. A New York-i Metropolitan Művészeti Múzeum és a Museum of Modern Art, valamint a Sydney-i Új-Dél-Walesi művészeti galéria fontos fotóművészeti alkotásait őrzi. A Zakopane-i Tátra Múzeum 20. századi művészetének Villa Oksza Galériája fontos példákat őriz fotográfiáiból és pasztellrajzaiból.
A háború utáni időszakban a Lengyel Népköztársaság Kulturális Minisztériuma úgy döntött, hogy exhumálják Witkiewicz holttestét, Zakopanéba szállítják, és ünnepélyes temetésben részesítik. Ez a tervek szerint meg is történt, bár a szovjet hatóságok által szállított koporsót senki sem nyithatta ki.
1994. november 26-án a lengyel Kulturális és Művészeti Minisztérium elrendelte Witkiewicz feltételezett sírjának exhumálását Zakopanéban. A megmaradt csontokon végzett genetikai vizsgálatok bebizonyították, hogy a holttest egy ismeretlen nőé volt.

## Művei

### Művészetfilozófia
- Nowe formy w malarstwie (1919), translated into English as New Forms in Painting and the Misunderstandings Arising Therefrom (in The Witkiewicz Reader, Quartet, 1993)
- Szkice estetyczne (Aesthetic Sketches, 1922)

### Regények
- 622 upadki Bunga, czyli Demoniczna kobieta (1911) partial translation into English as The 622 Downfalls of Bungo or The Demonic Woman (in The Witkiewicz Reader)
- Pożegnanie jesieni (1927) partial translation into English as Farewell to Autumn (in The Witkiewicz Reader)
- Nienasycenie (1930) translated into English as Insatiability (Quartet Encounter, 1985)
- Jedyne wyjście ("The Only Way Out") unfinished

### Drámák

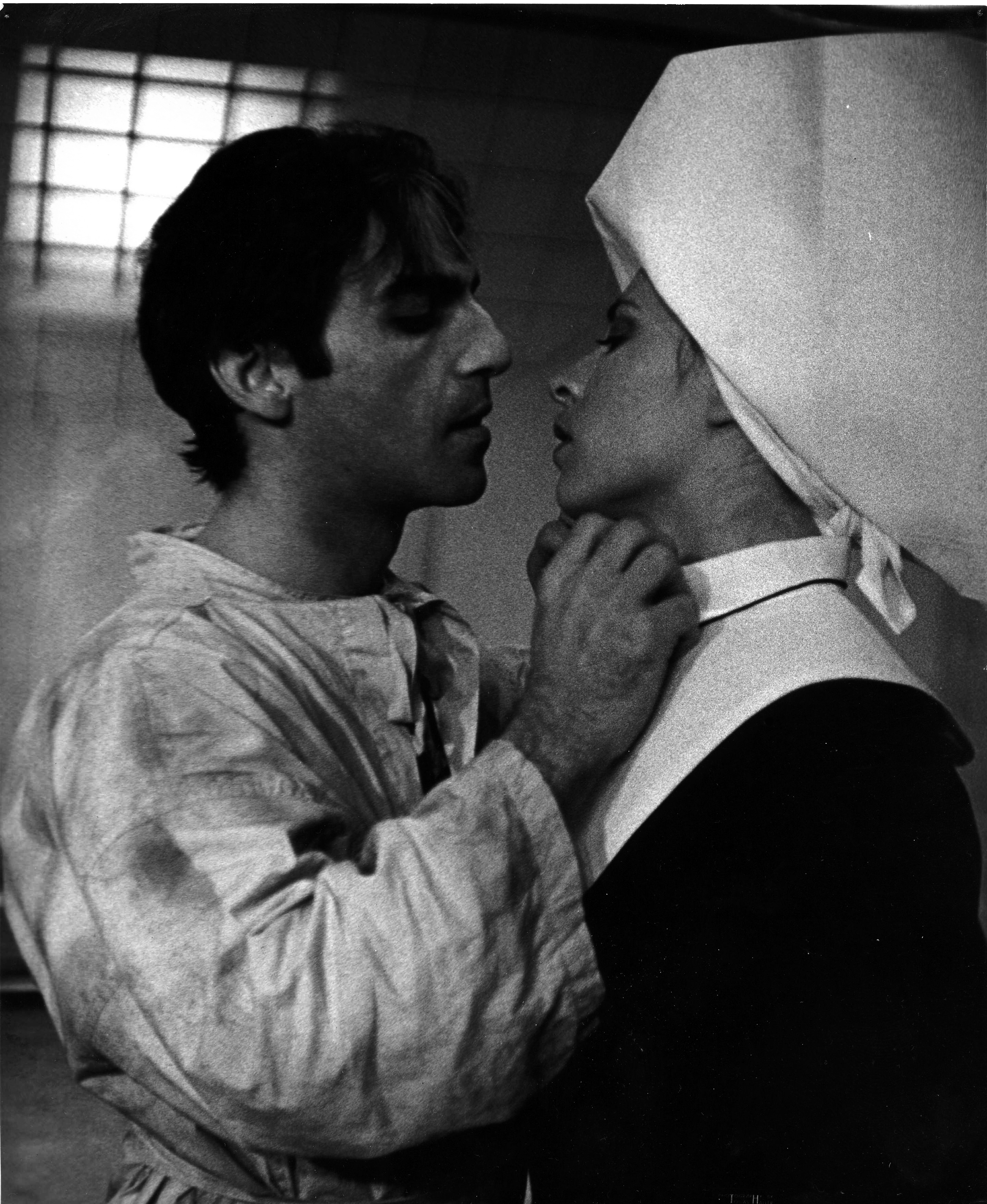
Bob DeFrank és Ann Crumb egy jelenetben Paul Berman rendezésében Witkacy Az őrült és az apáca című darabjából, a Theatre Off Parkban, 1979-ben

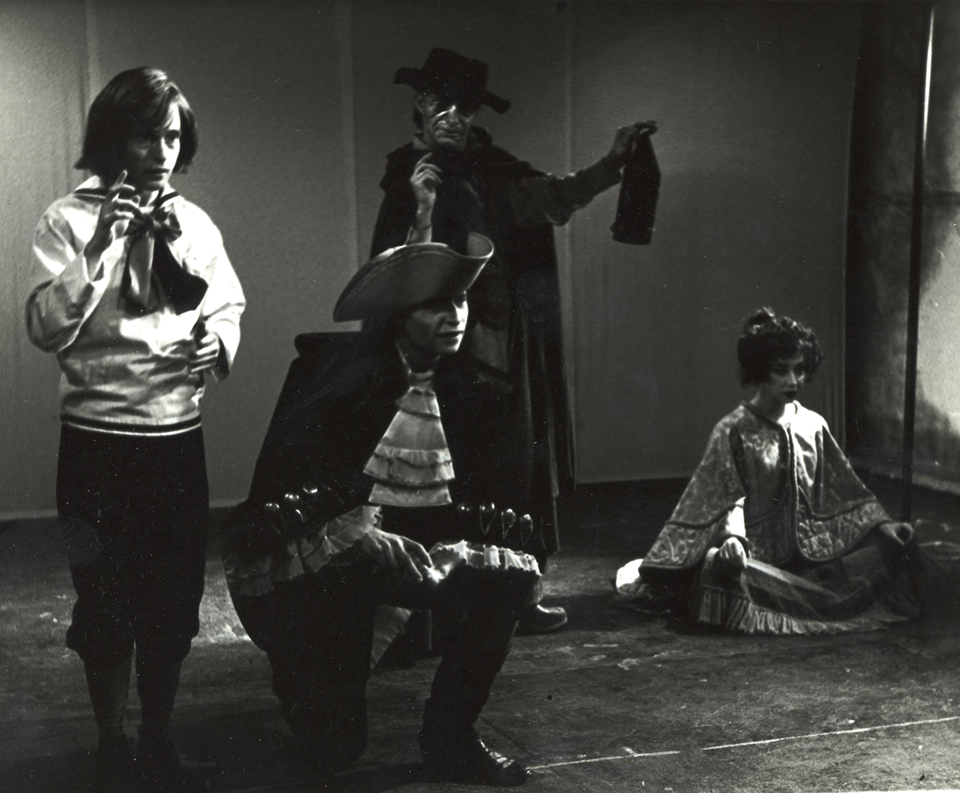
Tobias Haller, James Curran, Nat Warren-White és Betty LaRoe Witkacy: The Water Hen című darabjának Brad Mays produkciójában Theatre Off Park, 1983

- Maciej Korbowa i Bellatrix (Maciej Korbowa and Bellatrix) (1918)
- Pragmatyści (1919) (The Pragmatists)
- Mister Price, czyli Bzik tropikalny (1920) (Mr Price, or Tropical Madness)
- Tumor Mózgowicz (1920) (Tumor Brainiowicz)
- Nowe wyzwolenie (1920) (The New Deliverance)
- Oni (1920) (They)
- Panna Tutli-Putli (1920) (Miss Tootli-Pootli)
- W małym dworku (1921) (Country House)
- Niepodległość trójkątów (1921) (The Independence of Triangles)
- Metafizyka dwugłowego cielęcia (1921) (Metaphysics of a Two-Headed Calf)
- Gyubal Wahazar, czyli Na przełęczach bezsensu (Gyubal Wahazar, or Along the Cliffs of the Absurd: A Non-Euclidean Drama in Four Acts) (1921)
- Kurka Wodna (1921) (The Water Hen)
- Bezimienne dzieło (1921) (The Anonymous Work: Four Acts of a Rather Nasty Nightmare)
- Mątwa (1922) (The Cuttlefish, or The Hyrcanian World View)
- Nadobnisie i koczkodany, czyli Zielona pigułka (1922) (Dainty Shapes and Hairy Apes, or The Green Pill: A Comedy with Corpses)
- Jan Maciej Karol Wścieklica (1922) (Jan Maciej Karol Hellcat)
- Wariat i zakonnica (1923) (The Madman and the Nun)
- Szalona lokomotywa (1923) (The Crazy Locomotive)
- Janulka, córka Fizdejki (1923) (Janulka, Daughter of Fizdejko)
- Matka (1924) The Mother (in The Mother & Other Unsavoury Plays, Applause, 1993)
- Sonata Belzebuba (1925) (The Beelzebub Sonata)
- Szewcy (1931–34) The Shoemakers (in The Mother & Other Unsavoury Plays, Applause, 1993)

### Film
- Witkacy z Niną w Warszawie (1927), Stanisław Ignacy Witkiewicz vígjátéka. Főszerepben ő és felesége, Jadwiga Varsóban. A film a varsói Adam Mickiewicz Irodalmi Múzeumban található. Részletek: fekete-fehér filmtekercs Pathé 9,5 mm, 5 perc, némafilm; 4K minőségben felújítva 2015-ben.[37]

### Egyéb munkák
- Narkotyki — niemyte dusze (1932), részleges fordítás angolra, mint Narcotics (in The Witkiewicz Reader)
- Pojęcia i twierdzenia implikowane przez pojęcie istnienia (A létezés eszméjéből fakadó fogalmak és kijelentések, 1935)
- Jedyne wyjście
- Kompozycia fantastyczna
- Pocałunek mongolskiego księcia

### Magyarul megjelent
- Drámák (Vízityúk, Hőbörgő János Mátyás Károly, Az őrült és az apáca, Az anya, Egy kis udvarházban, Witkacy, a drámaíró) – Európa, Budapest, 1973 · Fordította: Kerényi Grácia
- Az őrült és az apáca / Az anya (Wariat i zakonnica) – Kriterion, Bukarest, 1983 · Fordította: Kerényi Grácia
- Az ősz búcsúja (Pozegnanie jesieni) – Jelenkor, Pécs, 2002 · ISBN 9636762708 · Fordította: Körner Gábor
- Telhetetlenség (Nienasycenie) – Jelenkor, Budapest, 2005 · ISBN 9636762775 · Fordította: Körner Gábor

### Képzőművészet
- Jadwiga Janczewska, Zakopane
1913
- Fekete-tó
1907, Tátra Múzeum, Zakopane
- Téli táj Zakopanéban
1930 után, Szépművészeti, Budapest
- Bronisława Wieniawa-Długoszowska(wd)
1918
- Nova Aurigae
1918, Adam Mickiewicz Irodalmi Múzeum, Varsó(wd)
- Kompozíció
1922, Nemzeti Múzeum (Krakkó)
- Fantázia – Mese
1922, Nemzeti Múzeum (Varsó)
- Önarckép Maryla Grosmanowa asszonnyal
1927, Nemzeti Múzeum (Varsó)
- Fiúportré
1934, Sziléziai Múzeum (Katowice)(wd)
- Zofia Romer(wd)
1935
- Önarckép
1938, Silesian Museum (Katowice)(wd)

## Művek előadásai
- Az Őrült Mozdony (Szalona lokomotywa) New York-i premierjét 1977-ben tartották a Chelsea Színházban(wd), Des McAnuff(wd) rendezésében.[38] Az Obie-díjas(wd) produkcióban Dwight Schultz, Bob DeFrank és Glenn Close[39] játszották a főszerepeket.[40]

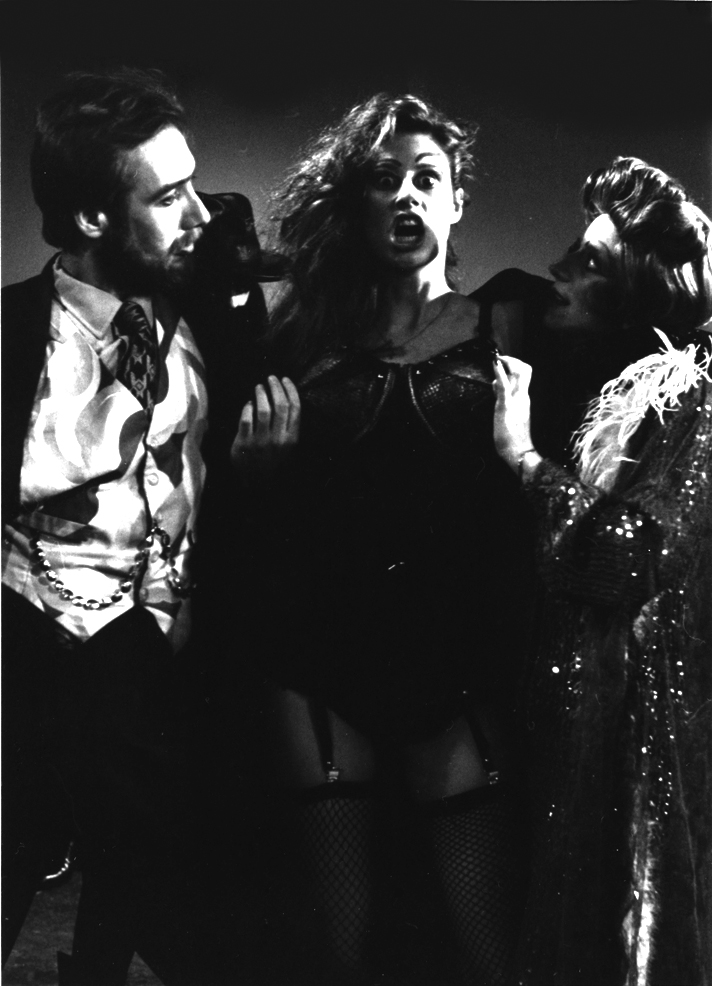
James Fleming, Lee Taylor-Allan és Linda Chambers Brad Mays Witkacy: A vízityúk című darabjának rendezésében, Theatre Off Park, 1983

- Witkacy-darabok két New York-i bemutatója: The Madman and the Nun (Wariat i zakonnica) 1979-ben Paul Berman rendezésében és The Water Hen (Kurka Wodna) Brad Mays(wd) rendezésében a Theatre Off-Park színpadra állította,[41] 1983-ban.[42] Patricia Flynn Peate, a Broadway producere / Theatre Off-Park ügyvezető igazgatója[43] mindkét darabot megrendezte, és a kritikusok és a közönség egyaránt kedvezően fogadta őket. A New York Times leendő színházi kritikusa, Mark Matousek, aki akkoriban az Other Stages című színházi folyóiratnak írt, a The Water Hen-t „mesteri komikus rendezésért”[44] dicsérte, a darabot pedig videóra vették, hogy véglegesen bekerüljön a Lincoln Center Billy Rose Színházi Gyűjteményébe.
- A „They” (Oni) brit ősbemutatóját 1984-ben mutatta be a POSK, a londoni Polish Theatre Hammersmith, Paul Brightwell rendezésében.
- A The Shoemakers (Szewcy) New York-i bemutatóját 1987-ben mutatta be a Jean Cocteau Repertory Włodzimierz Herman rendezésében.[45]
- The Madman and the Nun című darabot 1989-ben a The Cosmic Bicycle Theatre mutatta be a Summer Music from Greensborough klasszikus zenei fesztiválon a vermonti Greensborough-ban, valamint Bostonban, a Charlestown Working Theatre-ben. Rendezője Jonathan Edward Cross [más néven Jonny ClockWorks]. A produkcióban életnagyságú bábok mellett színészeket is használtak. Az eredeti bábfigurák közül kettő a lengyelországi Zarkopane Witkacy Teatre gyűjteményében található.[46]
- A La MaMa ETC(wd) által bemutatott Tumor Brainiowicz New York-i premierjét a The Theatre of a Two-Headed Calf (Witkacy Kétfejű borjú metafizikája című darabjáról kapta a nevét) című Witkacy-darabról kapta a nevét) adta elő Brooke O'Harra(wd) rendezésében. Ezt a produkciót 2003-ban Witkacy The Mother című darabja követte, szintén O'Harra rendezésében, amely szintén New York-i bemutató volt. A produkcióban bábok és videó szerepeltek.[47]
- 2019-ben a CalArts Center for New Performance és a varsói STUDIO teatrgaleria együttműködésében készült a Witkacy/Two-Headed Calf, amelyet Natalia Korczakowska(wd) rendezett.[48]

## Fordítás
- Ez a szócikk részben vagy egészben  a   Stanisław Ignacy Witkiewicz című angol Wikipédia-szócikk fordításán alapul.  Az eredeti cikk szerkesztőit annak laptörténete sorolja fel. Ez a jelzés csupán a megfogalmazás eredetét és a szerzői jogokat jelzi, nem szolgál a cikkben szereplő információk forrásmegjelöléseként.